# Villa romana de La Quintilla
La villa romana de La Quintilla situada en el término municipal de Lorca (Región de Murcia, España) fue fundada a fines de la República o probablemente en época augustea, se emplazó en la margen derecha del río Guadalentín, a escasos metros de un rico manantial que nace al pie del Cejo de los Enamorados (Diputación de Parrilla). Está declarada Bien de Interés Cultural desde el año 2004.
Los primeros hallazgos arqueológicos se produjeron en 1876 y pusieron al descubierto los restos de una serie de estancias, tres de las cuales estaban pavimentadas con mosaicos de "opus tessellatum" y "las paredes de las habitaciones desenterradas que se alzaban como medio metro conservaban todavía ese estucado compuesto y de colores brillantes, del gusto de los romanos". 
Algunos de los mosaicos hallados fueron extraídos a finales del pasado siglo, y actualmente se desconoce su paradero. Tuvieron que pasar más de cien años para que en 1981 se comenzara una intervención arqueológica de urgencia dirigida por don Sebastián Ramallo Asensio, de la Universidad de Murcia, debido al deterioro que afectaba al mosaico del atrio de esta villa romana. La importancia de los hallazgos y su excelente estado de conservación hizo que estas excavaciones se convirtieran en un proyecto de investigación acompañado de excavaciones sistemáticas que se alargaron hasta 1985. 
Las estructuras arquitectónicas de la villa romana de La Quintilla se distribuyen en dos terrazas artificiales, condicionadas en parte por la estructura del terreno y delimitadas por un ancho muro de cimentación. Las habitaciones de la terraza inferior se articulan a partir de un atrio tetrástilo de 6,90 por 7,10 metros pavimentado con un mosaico en blanco/negro decorado por una composición de octógonos secantes y adyacentes que en su intersección dan lugar a hexágonos. En el centro, el impluvium, que conserva las improntas circulantes de las basas de las columnas, está cubierto por otro mosaico blanco/negro decorado por un escudo de triángulos curvilíneos decrecientes hacia el centro de la circunferencia. Hacia el norte, se distribuyen una serie de habitaciones de servicio y almacenaje, mientras que en el lado opuesto se abren habitaciones de mayores dimensiones, pavimentadas con mosaicos en blanco/negro. 
En el ángulo sureste del atrio se dispone una escalera, que ha conservado tres peldaños de piedra y conduce a la terraza superior, donde, hasta el momento, se han podido reconocer cinco habitaciones con paredes recubiertas de pinturas murales y pavimentadas con mosaicos. Entre estos destaca un "opus tesellatum" figurado con el tema de la Navegación de Venus" (inicios del siglo III d. C.).
Cronológicamente, la villa se distribuye entre los siglos I e inicios del III después de Cristo, cuando adquiere un gran esplendor, como lo demuestra el "Mosaico de la Venus" Ramallo, 1989). Es probable que existan al menos dos fases distintas, que vendrían respectivamente determinadas por el atrio, habitaciones situadas al norte y la primera estancia situada al sur, junto al atrio, y una segunda fase, que correspondería a una ampliación y que supondría la construcción de todas, o al menos parte, de las habitaciones situadas en el nivel superior y que se estructurarían en torno a un posible peristilo. 